# Gorete Semedo
Gorete Borges Tavares Semedo (* 5. Oktober 1996 in São Tomé und Príncipe) ist eine Sprinterin aus der afrikanischen Inselrepublik São Tomé und Príncipe. Aktuell ist sie Inhaberin der Landesrekorde über die gesamten Sprintdistanzen von 60 bis 400 Meter. Sie lebt seit 2019 in Portugal und startete dort für den Klub Benfica Lissabon, bevor sie im Oktober 2023 zu Atlético aus Póvoa de Varzim wechselte.
Ihre ältere Schwester Euridice Borges Semedo war ebenfalls Leichtathletin und lief u. a. Landesrekorde über 800 und 1.500 Meter, bevor sie Jugend- und Sportministerin ihres Landes wurde.

## Sportliche Laufbahn
Nachdem sie an ihrer Schule Wettkämpfe gewann und von ihrem Sportlehrer ermuntert wurde, sich stärker dem Laufsport zuzuwenden, begann sie 2012 mit professionellem Training.
Erste Erfahrungen bei internationalen Meisterschaften sammelte Gorete Semedo bei den Jogos da Lusofonia 2014 im indischen Goa, bei denen sie im 100-Meter-Lauf mit 12,88 s in der ersten Runde ausschied. Im Jahr darauf nahm sie erstmals an den Afrikaspielen in Brazzaville teil und schied auch dort mit 12,62 s im Vorlauf aus. Auch bei den Weltmeisterschaften 2017 in London gelangte sie mit 12,46 s nicht in eine weitere Runde und schied als Siebte ihres Vorlaufs aus. Zwei Jahre später nahm sie erneut an den Afrikaspielen in Rabat teil und wurde dort über 100 Meter im Halbfinale disqualifiziert, während sie im 200-Meter-Lauf mit 24,50 s in der Vorrunde ausschied. 2019 kam sie mit einem Olympia-Stipendium nach Portugal, an das portugiesische Leichtathletik-Leistungszentrum (CAR) von Jamor, und startete danach für den Leichtathletikverein aus Fátima, wo sie über 60, 100, 200 und 400 Meter erste Erfolge in Portugal verbuchte und danach zu Benfica Lissabon wechselte. 2023 startete sie dank einer Wildcard bei den Weltmeisterschaften in Budapest und schied dort mit 23,69 s in der ersten Runde aus und im Jahr darauf schied sie bei den Afrikaspielen in Accra mit 11,73 s im Halbfinale über 100 Meter sowie mit 24,10 s auch über 200 Meter aus. Im Mai belegte sie bei den Ibero-Amerikanischen Meisterschaften in Cuiabá in 11,35 s den fünften Platz über 100 Meter und gelangte über 200 Meter mit 23,80 s auf Rang acht. Anschließend schied sie bei den Afrikameisterschaften in Douala mit 12,05 s und 23,77 s jeweils im Halbfinale über 100 und 200 Meter aus. Im August nahm sie über 100 Meter an den Olympischen Sommerspielen in Paris teil und schied dort mit 11,43 s in der Vorrunde aus.

## Persönliche Bestzeiten
- 100 Meter: 11,31 s (+1,2 m/s), 10. Juni 2022 in Lissabon (Landesrekord)
  - 60 Meter (Halle): 7,33 s, 16. Januar 2022 in Lissabon (Landesrekord)
- 200 Meter: 23,19 s (+1,7 m/s), 18. Mai 2024 in Lissabon (Landesrekord)
  - 200 Meter (Halle): 23,74 s, 27. Februar 2022 in Pombal (Landesrekord)
- 400 Meter: 53,48 s, 25. Mai 2022 in Huelva (Landesrekord)
  - 400 Meter (Halle): 53,70 s, 26. Februar 2022 in Pombal (Landesrekord)